# Gråbrun gærdesmutte
Den gråbrune gærdesmutte (latin: Thryomanes bewickii) er en fugleart i gærdesmuttefamilien, der udelukkende lever i Nordamerika. Den bliver omkring 14 cm lang, er gråbrun på oversiden, hvid på undersiden og har en lang hvid stribe hen over øjnene. Dens udbredelsesområde går fra British Colombia, Nebraska, Ontario og det sydlige Pennsylvania i nord til Mexico, Arkansas og de nordlige golfstater i USA. Den er standfugl.
Den lever i krat, brændestabler, hække og åbne skov- og buskområder, ofte i nærheden af rindende vand. Dens føde er insekter og edderkopper, som den samler direkte på jorden eller på planter. Dens rede er skålformet og placeret i en fordybning eller en krog. Den lægger 5-7 æg, som er hvide med brune pletter. Den får som regel to kuld om året. Den gråbrune gærdesmutte er som regel monogam i yngleperioden, mens den i vinterperioden typisk lever alene.